# 布永 (大西洋比利牛斯省)
布永（法語：Bouillon，法語發音：[bujɔ̃] ⓘ）是法国大西洋比利牛斯省的一个市镇，属于波城区。

## 地理
布永（43°29'39"N, 0°30'4"W）面积3.27 平方千米，位于法国新阿基坦大区大西洋比利牛斯省，该省份为法国东南部省份，涵盖了贝阿恩与北巴斯克，西临大西洋比斯開灣，北至朗德省，东北接热尔省，东临上比利牛斯省，南与西班牙接壤。
与布永接壤的市镇（或旧市镇、城区）包括：加罗斯、热于达尔扎、莫尔拉讷、波姆斯、于藏。

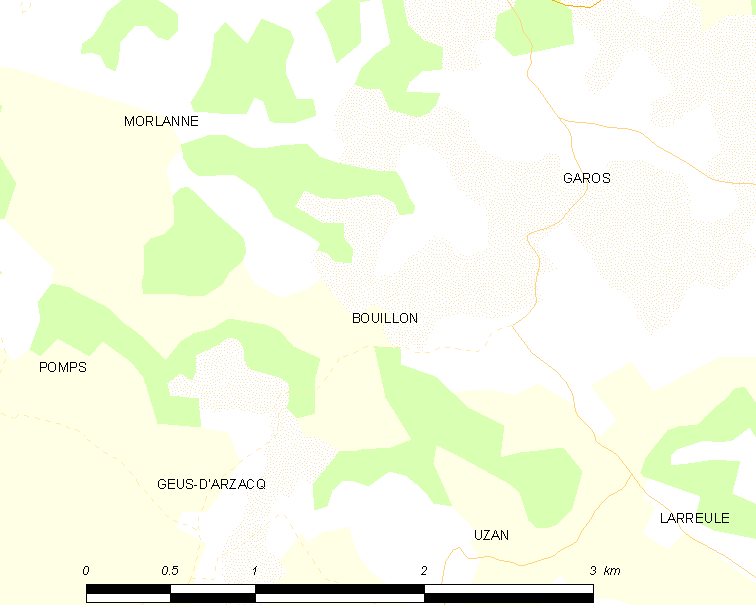
的OSM定位图

布永的时区为UTC+01:00、UTC+02:00（夏令时）。

## 行政
布永的邮政编码为64410，INSEE市镇编码为64143。

## 政治
布永所属的省级选区为阿尔蒂克斯和苏贝斯特尔地区县。

## 人口

1962-2008年间人口变化图示

布永于2022年1月1日时的人口数量为158人。